# هارت جنوبی (داکوتای شمالی)
هارت جنوبی(به انگلیسی: South Heart) شهری در ایالت داکوتای شمالی کشور ایالات متحده آمریکا است که جمعیت آن در سرشماری سال ۲۰۱۰ میلادی، ۳۰۱ نفر بوده‌است.